# Hermeskeil
Hermeskeil är en stad i Landkreis Trier-Saarburg i Rheinland-Pfalz, Tyskland. Motorvägen A1 passerar förbi Hermeskeil.
Staden ingår i kommunalförbundet Verbandsgemeinde Hermeskeil tillsammans med ytterligare 12 kommuner.